# Muhaisen al-Dosari
Muhaisen Mubarak al-Jamaan al-Dosari (arabisch محيسن مبارك الجمعان الدوسري, DMG Muḥaisan Mubārak al-Ǧamʿān ad-Dausarī, * 6. April 1966) ist ein ehemaliger saudi-arabischer Fußballspieler.

## Karriere

### Klub
In seiner kompletten Karriere spielte er von der Saison 1982/83 bis zur Saison 1999/2000 für al-Nasr. Mit seiner Mannschaft wurde er dreimal Meister der nationalen Liga, sowie ebenfalls dreimal Pokalsieger.

### Nationalmannschaft
Seinen ersten bekannten Einsatz für die saudi-arabische Nationalmannschaft hatte er am 5. Dezember 1988 bei dem ersten Gruppenspiel der Asienmeisterschaft 1988 gegen Kuwait. Bei dem Turnier kam er danach noch einmal in der Gruppenphase sowie im Finalspiel zum Einsatz, in dem er mit seiner Mannschaft dann auch den Titel gewinnen konnte.
Danach folgten Einsätze bei Qualifikationsspielen zur Weltmeisterschaft 1990. Bei der Asienmeisterschaft 1992 war er auch erneut dabei, wo er sich mit seiner Mannschaft als Titelverteidiger im Finale jedoch Japan beugen musste. Bei der Asienmeisterschaft 1996 kam er danach noch einmal auf zwei Einsätze, in der Gruppenphase. Bei diesem Turnier konnte sein Team erneut den Titel als Asienmeister gewinnen. Danach folgten noch der Golfpokal 1996 als auch ein paar weitere Einsätze in Spielen außerhalb von Turnieren. Sein letzter bekannte Einsatz war schließlich im Konföderationen-Pokal 1997 der 1:0-Sieg in der Gruppenphase über Australien, wo er in der 67. Minute für Fahad al-Mehallel eingewechselt wurde.
Er war Teil des Kaders der saudi-arabischen Mannschaft bei den Olympischen Spielen 1984 in Los Angeles.